# 亨里克·卡斯佩尔恰克
亨里克·卡斯佩尔恰克（波蘭語：Henryk Kasperczak，1946年7月10日—），波兰男子足球运动员，司职中场。他曾代表波兰国奥队参加1976年夏季奥林匹克运动会足球比赛，获得一枚银牌。